# Traité de Bucarest (1886)
Pour les articles homonymes, voir Traité de Bucarest.

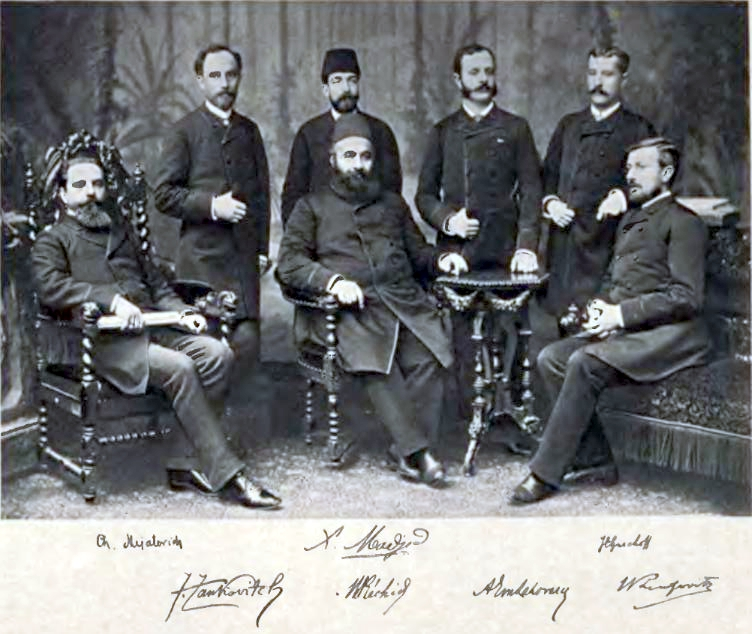
Signataires du traité de Bucarest.

Le Traité de Bucarest est signé par le royaume de Serbie et la principauté de Bulgarie le 3 mars 1866 à Bucarest, capitale de la Roumanie. Il met fin à la guerre serbo-bulgare de 1885-1886 et reconnaît l’annexion de la Roumélie orientale par la Bulgarie autonome.